# (768) Струвеана
(768) Струвеана (лат. Struveana) — астероид главного пояса, который был открыт 4 октября 1913 советским астрономом Григорием Неуйминым в Симеизском обсерватории Пулковской обсерватории и назван в честь семейной династии астрономов Василия Яковлевича Струве, Отто Васильевича Струве и Германа Оттовича Струве.
- Орбита астероида Струвеана и его положение в Солнечной системе